# Takahashi Satoshi
Satoshi Takahashi (sinh ngày 11 tháng 3 năm 1984) là một cầu thủ bóng đá người Nhật Bản.

## Sự nghiệp câu lạc bộ
Satoshi Takahashi đã từng chơi cho Yokohama FC.